# Ipatele, Iași
Ipatele este satul de reședință al comunei cu același nume din județul Iași, Moldova, România.

## Istorie
În vechime, satul Ipatele s-a numit Mogoșești și a făcut parte din Ținutul Vaslui. Prima atestare documentară datează din jurul anului 1400. Nu există date precise cu privire la existența aici a unui lăcaș de cult, dar acesta trebuie să fi existat în a doua jumătate a secolului al XVIII-lea, din moment ce la anul 1774 erau doi preoți și doi diaconi în satul Valea lui Ipati.
Biserica de lemn din Ipatele a fost construită în anul 1805 de către răzeșii din localitate, în cimitirul aflat la baza dealului de la marginea satului.

## Personalități
- Ion Haulică (1924-2010), medic, profesor de fiziologie la Facultatea de Medicină din Iași, membru titular (1994) al Academiei Române.